# Pacific Spaceport Complex – Alaska
Koordinaten: 57° 26′ 9″ N, 152° 20′ 16″ W

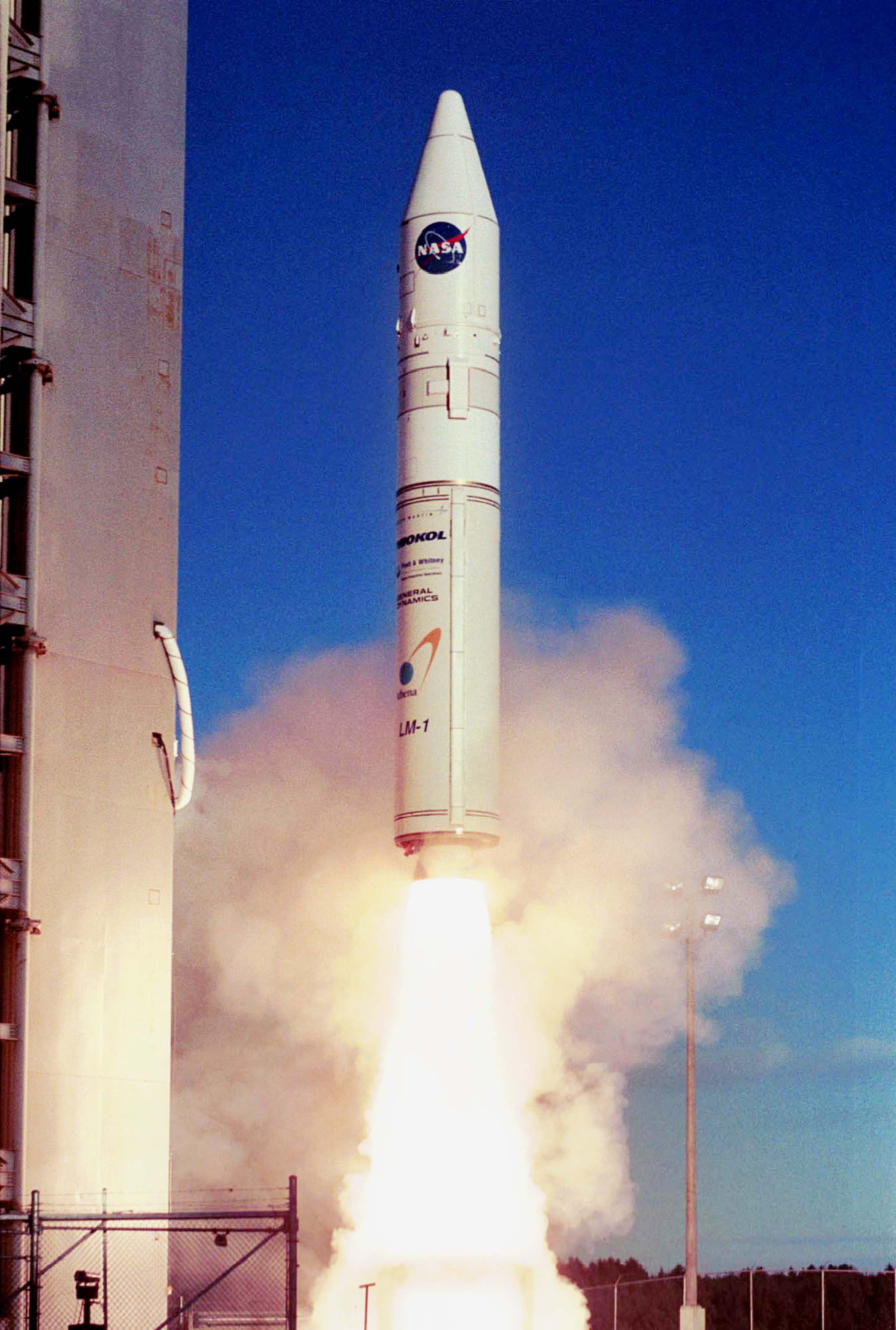
Start einer Athena-I-Rakete vom Kodiak Launch Complex (LP-1)

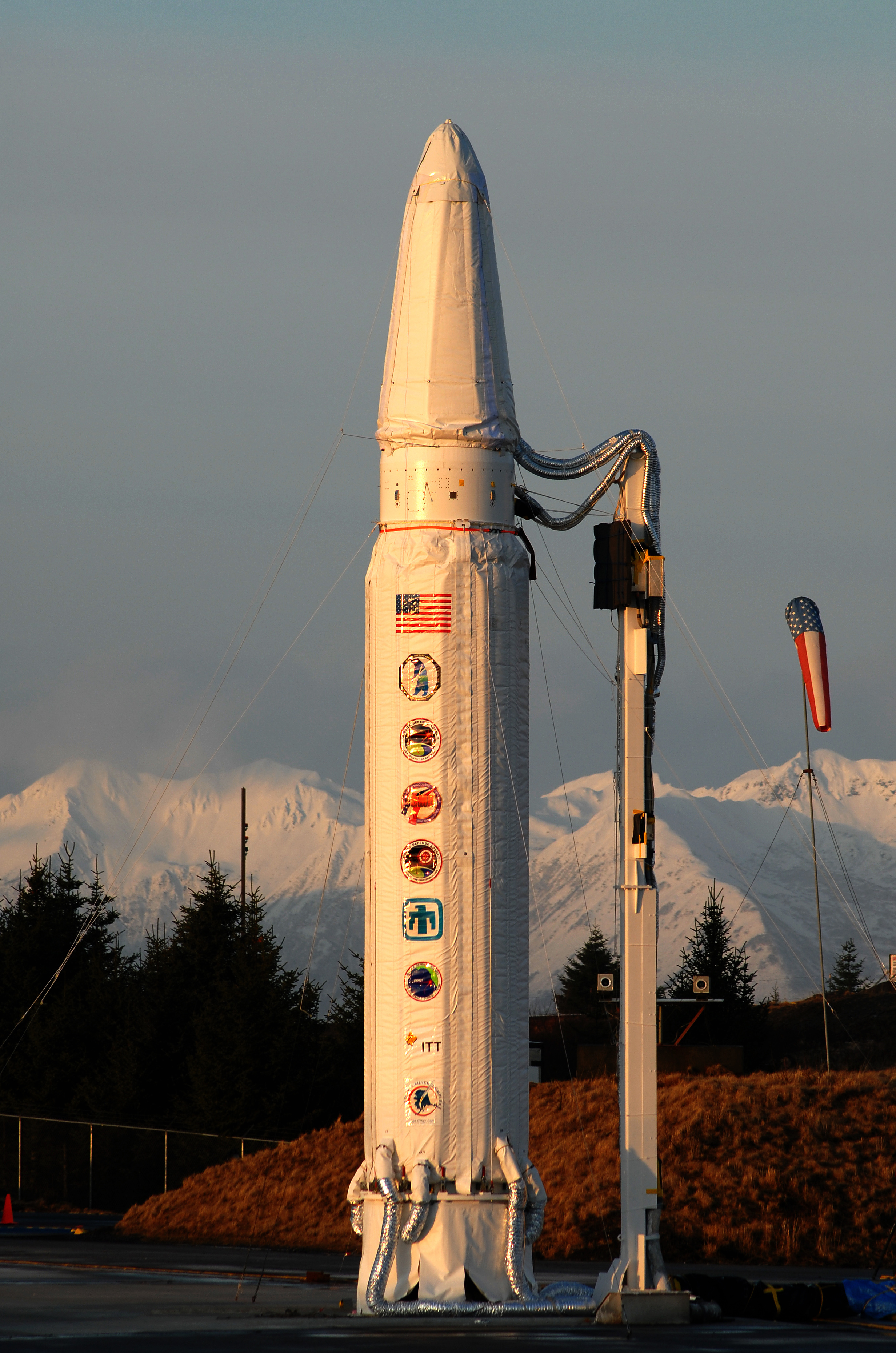
STARS-Rakete auf LP-2

Der Pacific Spaceport Complex – Alaska (PSCA; bis 2015 Kodiak Launch Complex, KLC) ist ein kommerzieller Raketenstartplatz in Alaska. Er befindet sich auf der Insel Kodiak Island südlich der Stadt Kodiak. Der Kodiak Launch Complex gehört der Alaska Aerospace Development Corporation.

## Infrastruktur
Der Kodiak Launch Complex umfasst ein Gelände von 15 km² und beinhaltet zwei Startkomplexe (Launch Pads) mit den Bezeichnungen LP-1 und LP-2 sowie ein Kontrollzentrum. Zur Ortung der Raketen dient eine Radarstation.

### Kontrollzentrum
Etwa drei Kilometer von den beiden Startkomplexen entfernt, und damit außerhalb der unmittelbaren Gefahrenzone, befindet sich das Range Control Center (RCC), in dem Verwaltung, Technik und Betrieb koordiniert werden. In diesem Gebäude befindet sich auch das Launch Operations Control Center (LOCC) als eigentliches Kontrollzentrum während eines Raketenstarts.

### Startplätze

#### Launch Pad 1 (LP-1)
Der erste Startplatz dient zum Start von größeren Feststoffraketen auf Basis der Peacekeeper- und Castor-120-Raketenmotoren. Raketen auf Basis der Minuteman-Raketenmotoren können ebenfalls von hier starten. Dieser Startplatz besteht aus einer Montagehalle für die Vorbereitung der Raketen und Nutzlasten sowie aus dem Starttisch. Bei diesem befindet sich ein Turm (Launch Service Structure) von 53 m Höhe mit schwenkbaren und höhenverstellbaren Wartungsbühnen. Im geschlossenen Zustand umschließen die Wartungsbühnen die Rakete vollständig und gewähren so einen Schutz vor Umwelteinflüssen. Zum Start werden sie in eine Position hinter den Startturm geschwenkt, so dass sie vom Feuerstrahl und den Druckwellen des Raketenstarts nicht beschädigt werden. Bisher erfolgten drei orbitale Starts mit Raketen der Typen Athena I, Minotaur IV HAPS und Minotaur IV+.
Bei einem militärischen suborbitalen Start am 25. August 2014 erlitt der Startkomplex starke Beschädigungen, als die Rakete schon vier Sekunden nach dem Start vom Kurs abkam und gesprengt werden musste. Es gab keine Verletzten, die Reparaturarbeiten dauerten ein Jahr.

#### Launch Pad 2 (LP-2)
Der zweite Startplatz dient zum Start kleinerer Raketen und besteht aus einem einfachen Starttisch sowie einer in der Nähe befindlichen beweglichen Montagehalle, die über den Starttisch gerollt werden kann. Somit können die Raketen wettergeschützt zusammengebaut und aufgerichtet werden. Eine Wartungsbühne am Starttisch existiert nicht. Von hier starteten bisher suborbitale Raketen der Typen SR-19 M-57A, Castor-4B M-57A, Aries und STARS sowie die Astra-Testraketen Rocket-1 und -Rocket-2.

#### Launch Pad 3 (LP-3)
Der Startkomplex LP-3 entstand in den späten 2010er Jahren. Er verfügt über mehrere Startplätze und soll zunächst für neue kommerzielle Kleinraketen genutzt werden. Ein erster Orbitalflug sowohl der Astra als auch der Rakete Vector-R war für 2019 geplant. Ersterer fand im September 2020 statt, letzterer wurde wegen Insolvenz des Unternehmens abgesagt.

## Nutzung
Bislang erfolgte eine geringe Anzahl suborbitaler Starts für militärische Tests der „Ballistic Missile Defense Organisation“ (BMDO) sowie ein orbitaler Start einer Athena-I-Rakete, zwei orbitale Starts der Minotaur IV und zwei Tests der Astra. Von 2001 bis 2008 wurden STARS-Raketen zur Zieldarstellung für Raketenabwehrtests vom Kodiak Launch Center gestartet; 2019 erfolgten Tests des israelischen Raketenabwehrsystems Arrow-3.

## Startliste
Stand: 28. Februar 2025
| Nr. | Datum (UTC)   | Rakete           | Nutzlast(en)                                                                    | Startplatz | Erfolg     |
| --- | ------------- | ---------------- | ------------------------------------------------------------------------------- | ---------- | ---------- |
| 01  | 6. Nov. 1998  | SR-19 M-57A      | ait-1                                                                           | LP-2       | Erfolg     |
| 02  | 15. Sep. 1999 | Castor-4B M-57A  | ait-2                                                                           | LP-2       | Erfolg     |
| 03  | 19. März 2001 | Aries            | QRLV-1                                                                          | LP-2       | Erfolg     |
| 04  | 30. Sep. 2001 | Athena I         | Starshine 3, PICOSat, PCSat 1, Sapphire                                         | LP-1       | Erfolg     |
| 05  | 9. Nov. 2001  | STARS            | WCRRF                                                                           | LP-2       | Fehlschlag |
| 06  | 24. Apr. 2002 | Aries            | QRLV-2                                                                          | LP-2       | Erfolg     |
| 07  | 15. Dez. 2004 | STARS            | IFT-13C-Target                                                                  | LP-2       | Erfolg     |
| 08  | 14. Feb. 2005 | STARS            | IFT-14-Target                                                                   | LP-2       | Erfolg     |
| 09  | 23. Feb. 2006 | STARS            | FT-04-01-Target                                                                 | LP-2       | Erfolg     |
| 010 | 1. Sep. 2006  | STARS            | FTG-02-Target                                                                   | LP-2       | Erfolg     |
| 011 | 25. Mai 2007  | STARS            | FTG-03-Target                                                                   | LP-2       | Fehlschlag |
| 012 | 28. Sep. 2007 | STARS            | FT-03a-Target                                                                   | LP-2       | Erfolg     |
| 013 | 18. Juli 2008 | STARS            | FTX-03-Target                                                                   | LP-2       | Erfolg     |
| 014 | 5. Dez. 2008  | STARS            | FTG-05-Target                                                                   | LP-2       | Erfolg     |
| 015 | 20. Nov. 2010 | Minotaur IV HAPS | STPSat 2, Fastsat, Fastrac 1, Fastrac 2, FalconSat 5, O/Oreos, RAX, NanoSail D2 | LP-1       | Erfolg     |
| 016 | 27. Sep. 2011 | Minotaur IV      | TacSat 4                                                                        | LP-1       | Erfolg     |
| 017 | 25. Aug. 2014 | STARS V          | Advanced Hypersonic Weapon                                                      | LP-1       | Fehlschlag |
| 018 | 11. Juli 2017 | THAAD            |                                                                                 |            | Erfolg     |
| 019 | 30. Juli 2017 | THAAD            |                                                                                 |            | Erfolg     |
| 020 | 20. Juli 2018 | Rocket 1         | –                                                                               | LP-2       | Fehlschlag |
| 021 | 27. Nov. 2018 | Rocket 2         | –                                                                               | LP-2       | Fehlschlag |
| 022 | Juli 2019     | Arrow-3          |                                                                                 |            | Erfolg     |
| 023 | Juli 2019     | Arrow-3          |                                                                                 |            | Erfolg     |
| 024 | Juli 2019     | Arrow-3          |                                                                                 |            | Erfolg     |
| 025 | 12. Sep. 2020 | Rocket 3         |                                                                                 | LP-3B      | Fehlschlag |
| 026 | 15. Dez. 2020 | Rocket 3         |                                                                                 | LP-3B      | Fehlschlag |
| 027 | 28. Aug. 2021 | Rocket 3         | STP-27AD1                                                                       | LP-3B      | Fehlschlag |
| 028 | 20. Nov. 2021 | Rocket 3         | STP-27AD1                                                                       | LP-3B      | Erfolg     |
| 029 | 15. März 2022 | Rocket 3         | OreSat0, EyeStar-S4, 16× Spacebee                                               | LP-3B      | Erfolg     |
| 030 | 10. Jan. 2023 | RS1              | Varisat 1A, 1B                                                                  | LP-3C      | Fehlschlag |